# Яб-юм

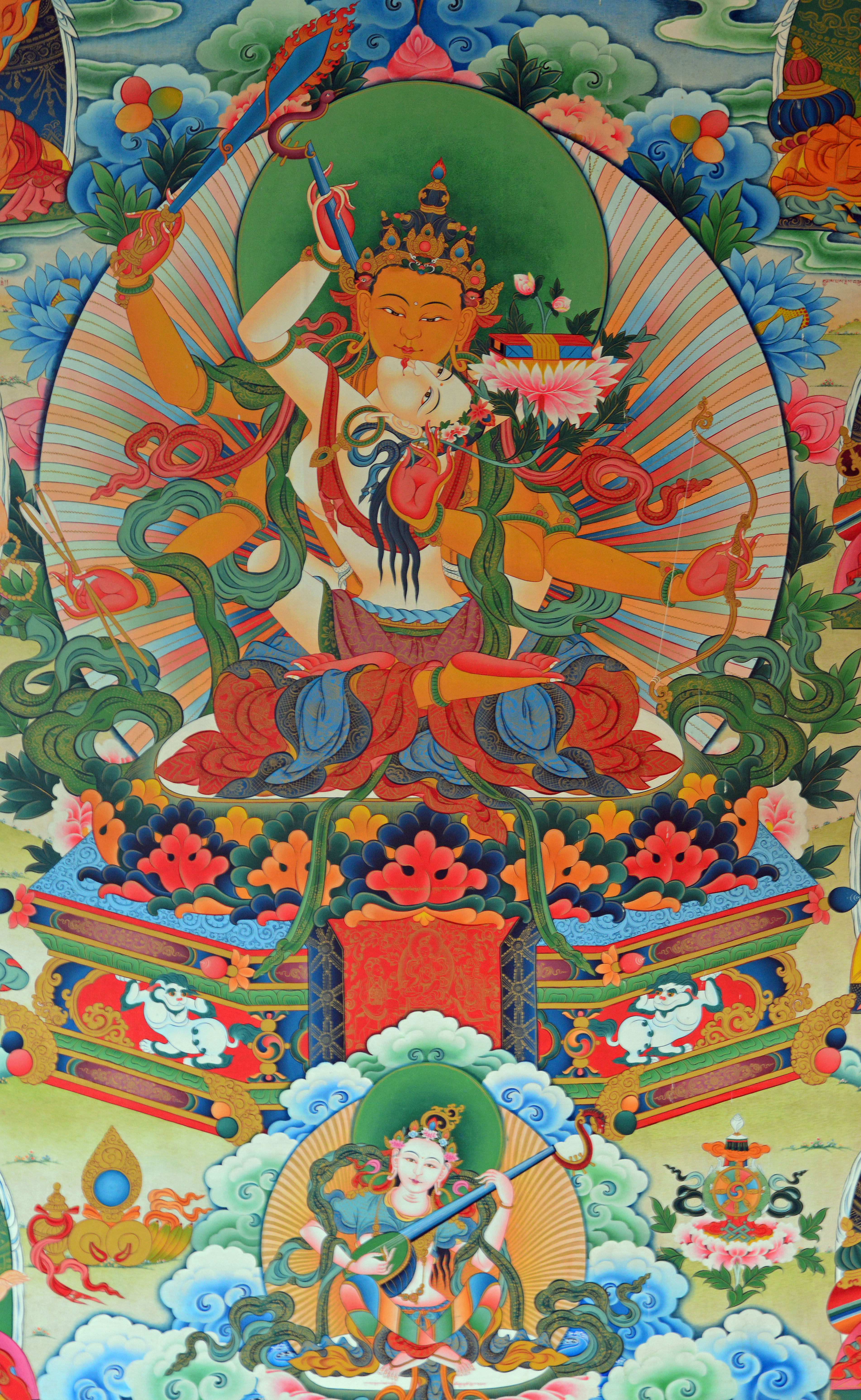
Манджушри и Сарасвати

Яб-юм (тиб. «отец-мать», санскр.: юганаддха, досл.: «соединение») — в буддийской иконографии (танках) изображение божеств и будд в любовном соитии (майтхуна) со своими супругами. Этот приём восходит к традициям Тантры и обозначает собой единение двух противоположных начал, мужского и женского. Приём широко распространён в тибетской живописи.
Основная интерпретация символики Яб-Юм в тибетском буддизме осуществляется в Ануттарайога-тантре. Мужское божество в данной интерпретации активно и выражает сочувствие (IAST: karuṇā), а с точки зрения практики — упайя (искусные приёмы); женское божество выражает пространственную природу и мудрость prajñā).
Оба компонента необходимы для достижения просветления и составляют две его грани, при этом преодолевается дуализм субъекта и объекта. В более широком смысле Яб-Юм выражает просветлённое состояние, необходимое при медитации с использованием идамов.
Часто ритуальные сексуальные отношения практикуются символически, но известно, что до настоящего времени сохранилась и буквальная практика, когда йогини (реальная женщина-практик) тантры вступает в отношения с буддийским йогом. Практики эти считаются тайными и как правило о них широко не распространяются. В своё время реформатор тибетского буддизма, которого считают «Вторым Буддой», Цзонхава (1357—1419) был шокирован не-символическим пониманием этого ритуала среди буддийского монашества четырнадцатого века и постарался ввести буддийскую практику медитации в русло, где ритуал яб-юм использовался бы лишь символически.
Первые европейские путешественники, попавшие в Тибет, были поражены образами совокупляющихся буддистских божеств. Это было связано в первую очередь с их традиционно христианским воспитанием. В отличие от христианских стран, в Индостане секс сам по себе издавна был священен, ибо приводил к зарождению жизни. В тантрических традициях мир рождается при соитии мужского и женского начал. В тибетской традиции это широко отобразилось в иконографии и скульптуре, включившей Яб-Юм в число приёмов сакрального искусства.